# Onciale 0219
- Papyrus
- Onciale
- Minuscules
- Lectionnaire

Le Codex 0219 (dans la numérotation Gregory-Aland), est un manuscrit du Nouveau Testament sur parchemin écrit en écriture grecque onciale.

## Description
Le codex se compose de deux folios. Il est écrit en deux colonnes, de 26 lignes par colonne. Les dimensions du manuscrit sont 20 x 14 cm. Les paléographes datent ce manuscrit du IVe siècle ou Ve siècle.
C'est un manuscrit contenant le texte incomplet de l'Épître aux Romains (2,21-23; 3,8-9.23-25.27-30).
Le texte du codex représenté type mixte. Kurt Aland le classe en Catégorie III. 
Le manuscrit a été examiné par Peter Sanz (1946), Kurt Treu (1976), G.H.R. Horsley en 1982, Pasquale Orsini (2005) et Stanley E. Porter (2008).
Lieu de conservation
Il est conservé à la Bibliothèque nationale autrichienne (Pap. G. 36113, 26083) à Vienne.